# Beechcraft QU-22 Pave Eagle
El Beechcraft QU-22 Pave Eagle fue un avión de vigilancia y recolección de inteligencia de señales (SIGINT) utilizado por la Fuerza Aérea de los Estados Unidos durante la Guerra de Vietnam. Desarrollado entre 1966 y 1969, se fabricaron 39 unidades (12 QU-22A y 27 QU-22B). Su primer vuelo fue el 6 de marzo de 1966, y fue introducido en servicio en 1968. A pesar de su capacidad para vuelos prolongados y su costo relativamente bajo (entre $300,000 y $400,000 por unidad), fue retirado en 1972 debido a problemas mecánicos y la disponibilidad de aviones más avanzados para misiones de inteligencia.

## Desarrollo
El desarrollo del QU-22 comenzó a finales de la década de 1960, cuando la Fuerza Aérea de los Estados Unidos buscaba una plataforma para apoyar misiones de inteligencia de señales (SIGINT). El QU-22 fue equipado con sistemas electrónicos avanzados para interceptar y triangular señales de radio enemigas, ayudando a localizar las posiciones de las tropas y suministrar información clave en tiempo real a las fuerzas aliadas.
El QU-22 estaba basado en el Beechcraft Bonanza específicamente en el modelo Beechcraft 33 Debonair, pero sufrió modificaciones importantes. Entre ellas se incluían un motor más potente, mayor capacidad de combustible y antenas adicionales para su equipo de inteligencia electrónica. Además, el avión fue modificado para volar largas horas a grandes altitudes, lo que era crucial para sus misiones de vigilancia.
Se fabricaron dos versiones principales: el QU-22A y el QU-22B. El QU-22A era una plataforma de pruebas inicial que fue modificada y mejorada en el QU-22B, el cual se utilizó en misiones operativas en Vietnam. La principal mejora del QU-22B fue su motor turbocargado, lo que le permitía mantener vuelos más largos y a mayores altitudes sin perder rendimiento.
Sin embargo, a pesar de su importancia en misiones de vigilancia, el QU-22 tuvo varios problemas mecánicos. Uno de los más graves fue la falla del motor en largas misiones, lo que llevó a la pérdida de varios aviones. Además, el programa fue relativamente breve y fue sustituido por otras plataformas más avanzadas de inteligencia electrónica poco tiempo después del final de la guerra.

## Diseño
Estructura básica: El QU-22 estaba basado en el Beechcraft 33 Debonair, un avión de uso civil ligero, pero fue profundamente modificado para sus nuevas funciones militares. Aunque mantenía el diseño de monoplano de ala baja característico del Bonanza, con un fuselaje aerodinámico y tren de aterrizaje retráctil, varias adaptaciones lo diferenciaban.
Cabina: El QU-22 estaba pilotado por una sola persona. El espacio de la cabina fue modificado para acomodar los controles adicionales y la electrónica necesaria para el manejo de los sistemas de inteligencia y vigilancia. Aunque el avión estaba tripulado, la mayoría de las misiones operativas se realizaban en modo automático, lo que permitía a los pilotos concentrarse en la navegación y el monitoreo de los sistemas.
Motor: El QU-22 fue equipado con un motor más potente que el modelo civil. En el QU-22A, inicialmente se instaló un motor Continental IO-520, mientras que el QU-22B tenía un motor Continental GTSIO-520-D sobrealimentado, lo que mejoraba su rendimiento a grandes altitudes. Este motor turbocargado le daba mayor potencia para soportar las largas horas de vuelo necesarias en las misiones de vigilancia y para mantener altitudes elevadas donde podía operar más seguro.
Modificaciones estructurales: Para aumentar su autonomía, el QU-22 fue equipado con tanques de combustible adicionales. Esto permitía vuelos más largos, esenciales para las misiones de vigilancia prolongada. Se realizaron ajustes en el fuselaje para instalar estos tanques sin afectar demasiado la aerodinámica del avión.
Sistemas electrónicos: El equipo de inteligencia electrónica del QU-22 era el componente más importante de su diseño. Estaba equipado con una serie de antenas y receptores que le permitían interceptar comunicaciones enemigas. Estas antenas estaban montadas en el fuselaje y en las alas, y el avión también llevaba una gran cantidad de equipo electrónico en el interior del fuselaje.
Características de vuelo: El QU-22 estaba diseñado para operar a grandes altitudes y volar durante períodos prolongados. Podía permanecer en el aire por hasta 24 horas, lo que lo hacía ideal para misiones de vigilancia. También se realizaron ajustes en la estructura para mejorar la estabilidad en vuelos largos y a altitudes elevadas.

## Historia operacional

### Orígenes en laGuerra de Vietnam
El QU-22 fue desarrollado en respuesta a la necesidad de la Fuerza Aérea de los Estados Unidos de contar con un avión de vigilancia de bajo costo, capaz de operar durante largas horas para interceptar y triangular señales de radio enemigas. Estas misiones eran fundamentales para localizar las posiciones de tropas enemigas y monitorear sus comunicaciones, en un esfuerzo por mejorar la inteligencia táctica y estratégica de las fuerzas aliadas.
En 1968, la Fuerza Aérea introdujo el QU-22A como una versión experimental para realizar pruebas operativas. Este modelo fue rápidamente seguido por el QU-22B, que fue la versión más extendida y utilizada en combate.

### Misiones SIGINT
El QU-22B fue desplegado en el sudeste asiático, específicamente en Vietnam, a principios de la década de 1970. Su tarea principal era servir como plataforma de retransmisión y vigilancia electrónica. Los aviones interceptaban señales de radio enemigas y utilizaban equipos a bordo para triangulizar la ubicación de las fuentes emisoras. Esto permitía a las fuerzas estadounidenses y aliadas dirigir ataques de artillería, bombardeos aéreos o patrullas terrestres contra objetivos del Viet Cong o las fuerzas norvietnamitas.
El QU-22 también ayudaba a retransmitir las señales captadas desde estaciones en tierra o desde otros aviones para que pudieran ser procesadas y analizadas en centros de comando. En ocasiones, las señales eran retransmitidas a aviones de mayor capacidad de análisis, como los Lockheed EC-121.

### Problemas y desafíos
A pesar de su utilidad en misiones SIGINT, el QU-22 enfrentó una serie de problemas que limitaron su efectividad:
1. Problemas de motor: El QU-22B, a pesar de contar con un motor turbocargado para mejorar su rendimiento a grandes altitudes, sufrió fallos en el motor en varias ocasiones. La carga de trabajo prolongada, combinada con las exigentes condiciones de vuelo en el clima tropical de Vietnam, afectó negativamente la fiabilidad del avión.
2. Pérdidas de aviones: Debido a los problemas mecánicos, varios QU-22 se perdieron en acción, no solo por fallos del motor, sino también por los desafíos de operar en un entorno hostil. Aunque el avión fue diseñado para volar a grandes altitudes, donde estaba fuera del alcance de las armas antiaéreas de corto alcance, todavía estaba expuesto a riesgos operacionales significativos.
3. Duración limitada del programa: El programa PAVE EAGLE, bajo el cual operaba el QU-22, fue relativamente breve. El QU-22 fue una solución temporal hasta que aviones más avanzados y con mayor capacidad de carga de equipo de inteligencia electrónica entraran en servicio. Aviones como el EC-121 Warning Star y posteriormente el Boeing RC-135 fueron mucho más capaces de cumplir este tipo de misiones con mayor eficacia y durabilidad.

### Retiro del servicio
A mediados de la década de 1970, el QU-22 fue retirado del servicio después de que se completaron sus misiones en Vietnam. La combinación de problemas técnicos, la pérdida de aviones y la llegada de plataformas más avanzadas llevó a la finalización del uso del QU-22 en operaciones de vigilancia electrónica. Aunque cumplió con su papel durante un período clave de la Guerra de Vietnam, su historia operacional fue corta, y no se volvió a utilizar ampliamente en otros teatros de operaciones o conflictos posteriores.

## Variantes

### QU-22A
- Descripción: El QU-22A fue la primera versión del Pave Eagle, desarrollada principalmente como plataforma de pruebas. Estaba basada en el Beechcraft 33 Debonair, pero incorporaba modificaciones para su uso militar, incluidas antenas especiales y un equipo de intercepción de señales.
- Motor: Equipado con un motor Continental IO-520 de aspiración natural.
- Problemas: Durante las pruebas, el QU-22A enfrentó varios problemas, especialmente relacionados con la falta de potencia en su motor y dificultades para volar durante largos períodos a grandes altitudes. Estos problemas llevaron al desarrollo de la variante mejorada, el QU-22B.
- Cantidad fabricada: Se construyeron 12 unidades de esta versión.

### QU-22B
- Descripción: El QU-22B fue la versión de producción mejorada y utilizada en combate. Se basaba en las lecciones aprendidas del QU-22A y contaba con un motor más potente y un rendimiento mejorado para cumplir con los requisitos de vuelo de larga duración.
- Motor: Equipado con un motor Continental GTSIO-520-D turboalimentado, que permitía mejores prestaciones a altitudes elevadas y vuelos más largos. El turbocargador ayudaba a mitigar los problemas de potencia que habían afectado al QU-22A.
- Autonomía: Gracias a la mayor capacidad de combustible y mejoras aerodinámicas, el QU-22B podía volar durante períodos de hasta 24 horas.
- Cantidad fabricada: Se construyeron 27 unidades de la variante QU-22B.

### Diferencias entre variantes
- Motor: La principal diferencia entre el QU-22A y el QU-22B fue el motor. El QU-22B, con su motor turboalimentado, podía mantener el rendimiento en altitudes más altas y durante más tiempo, lo que lo hacía más adecuado para las misiones de vigilancia de larga duración.
- Equipo: Ambos modelos estaban equipados con sistemas de intercepción y retransmisión de señales, pero el QU-22B tenía una mayor capacidad de carga y antenas mejoradas para captar señales más claras a mayor distancia.
- Autonomía: La autonomía del QU-22B fue significativamente mayor, gracias a los tanques de combustible adicionales y las mejoras en el consumo de combustible.

### PAVE EAGLE I y PAVE EAGLE II
- PAVE EAGLE I: Este programa se refería principalmente a las pruebas iniciales con el QU-22A. El objetivo era evaluar la viabilidad del uso de un avión ligero para misiones de vigilancia electrónica.
- PAVE EAGLE II: Se implementó con la introducción del QU-22B, que fue utilizado en misiones operativas en Vietnam. Las mejoras del QU-22B, particularmente en términos de motor y autonomía, hicieron de esta fase la más activa en términos de operaciones de combate y vigilancia.

## Operadores
- Fuerza Aérea de los Estados Unidos

## Accidentes
- 15 de junio de 1969 - QU-22A: Un avión QU-22A se estrelló durante una misión de prueba debido a problemas mecánicos con el motor. El piloto falleció en el accidente.
- 6 de febrero de 1970 - QU-22B: Un QU-22B tuvo una falla de motor mientras operaba sobre Vietnam. El avión se estrelló y el piloto murió en el incidente.
- 4 de julio de 1970 - QU-22B: Durante una misión de inteligencia en Vietnam, un QU-22B sufrió una falla en vuelo y se estrelló. El piloto perdió la vida.
- 9 de septiembre de 1970 - QU-22B: Otro accidente fatal ocurrió cuando un QU-22B sufrió problemas mecánicos mientras volaba en Vietnam, resultando en la muerte del piloto.
- 3 de diciembre de 1970 - QU-22B: Un avión QU-22B se estrelló debido a una falla del motor en una misión de vigilancia. El accidente fue fatal para el piloto.
- 14 de mayo de 1971 - QU-22B: Un QU-22B se perdió en una misión operativa, nuevamente debido a problemas con el motor. El piloto falleció en el accidente.
- 30 de junio de 1972 - QU-22B: Otro incidente similar tuvo lugar cuando un QU-22B se estrelló en una misión sobre Vietnam, causando la muerte del piloto.

## Especificaciones (QU-22B)

### Características generales
- Tripulación: 1 Piloto
- Longitud: 8.38 m
- Altura: 2.62 m

### Rendimiento
- Velocidad crucero (Vc): 265 km/h (165 mph) 290 km/h (180 mph)
- Alcance: 4,200 km (2,610 millas), aproximadamente 24 horas de autonomía
- Radio de acción: km
- Alcance en combate: km
- Alcance en ferry: km
- Techo de vuelo: 7.600 metros (25,000 pies)

## Aeronaves relacionadas
- Beechcraft C-12 Huron

- North American Rockwell OV-10 Bronco